# Darko Jevtić
Darko Jevtić (Basilea, 8 febbraio 1993) è un calciatore svizzero, centrocampista del Jedinstvo Ub.

## Caratteristiche tecniche
Trequartista, può giocare anche da interno di centrocampo.

## Carriera

### Club
Dopo aver giocato due partite in campionato con il Basilea durante la stagione 2012-2013 e aver festeggiato il titolo di campione svizzero, viene mandato in prestito per una stagione al Wacker Innsbruck.
L'11 giugno 2014 il Basilea comunica di aver ceduto di nuovo il giocatore con la stessa formula, questa volta al Lech Poznań.

### Nazionale
Gioca la sua prima partita con la Svizzera Under-21 a Växjö il 6 giugno 2013 in occasione della partita contro la Georgia Under-21 (partita vinta per 3-2). Segna la sua prima rete il 5 settembre dello stesso anno a Jūrmala in occasione della partita valida per le qualificazioni all'Europeo 2015 contro la Lettonia Under-21 (partita vinta per 2-0).

## Statistiche

### Presenze e reti nei club
Statistiche aggiornate al 17 luglio 2015.
| Stagione           | Squadra            | Campionato         | Campionato | Campionato | Coppa nazionali | Coppa nazionali | Coppa nazionali | Coppe continentali | Coppe continentali | Coppe continentali | Altre coppe | Altre coppe | Altre coppe | Totale | Totale |
| Stagione           | Squadra            | Comp               | Pres       | Reti       | Comp            | Pres            | Reti            | Comp               | Pres               | Reti               | Comp        | Pres        | Reti        | Pres   | Reti   |
| ------------------ | ------------------ | ------------------ | ---------- | ---------- | --------------- | --------------- | --------------- | ------------------ | ------------------ | ------------------ | ----------- | ----------- | ----------- | ------ | ------ |
| 2012-2013          | Basilea            | SL                 | 2          | 0          | CS              | 0               | 0               | -                  | -                  | -                  | -           | -           | -           | 2      | 0      |
| 2013-2014          | Wacker Innsbruck   | FB                 | 19         | 3          | ÖFB-Cup         | 1               | 0               | -                  | -                  | -                  | -           | -           | -           | 20     | 3      |
| 2014-2015          | Lech Poznań        | EK                 | 29         | 7          | PP              | 4               | 0               | EL                 | 4                  | 0                  | -           | -           | -           | 37     | 7      |
| 2015-2016          | Lech Poznań        | EK                 | 4          | 1          | PP              | 0               | 0               | EL                 | 3                  | 0                  | SP          | 1           | 0           | 8      | 1      |
| Totale Lech Poznań | Totale Lech Poznań | Totale Lech Poznań | 33         | 8          |                 | 4               | 0               |                    | 7                  | 0                  |             | 1           | 0           | 45     | 8      |
| Totale Carriera    | Totale Carriera    | Totale Carriera    | 54         | 11         |                 | 5               | 0               |                    | 7                  | 0                  |             | 1           | 0           | 67     | 11     |

## Palmarès

### Club

#### Competizioni nazionali
- Campionato svizzero: 1

Basilea: 2012-2013
- Campionato polacco: 1

Lech Poznań: 2014-2015
- Supercoppa di Polonia: 1

Lech Poznań: 2015
- Pervaja Liga: 1

Rubin: 2022-2023